# こちら110番
こちら110番（こちらひゃくとおばん）は、LuckyFM茨城放送が毎週日曜日に放送している茨城県警察本部提供の広報番組である。同局の長寿番組の一つとなっている。

## 放送時間（JST）
- ？ - 2020年12月27日
  - 毎週日曜日 10:00 - 10:10
- 2021年1月3日
  - 07:00 - 07:10 ※特別編成のため
- 2021年1月10日 - 
  - 毎週日曜日 12:30 - 12:40 ※2021年1月24日は14:45 - 14:55（特別編成のため）

## 番組テーマ曲
- ヨハン・シュトラウス2世「浮気心」

## 放送内容
交通マナーや飲酒運転撲滅などのテーマを設け、聞き手のアナウンサーが茨城県警察本部の警察官に話を聞き、警察から県民への呼びかけを伝える番組である。
現在の聞き手は番組内で名乗らず、LuckyFM茨城放送の公式サイトにも誰が聞き手なのかは記述していない。
過去の聞き手
いずれも担当当時は茨城放送アナウンサー。
- 市村俊夫
- 古瀬俊介
- 金川恵理
- 大島千穂（ - 2023年6月）
- 煙山ゆう（2023年7月2日 - 2025年4月27日）